# Ред и закон (5. сезона)
Пета сезона серије Ред и закон је премијерно емитована на каналу НБЦ од 21. септембра 1994. године до 24. маја 1995. године и броји 23 епизоде.

## Опис
Џек Мекој (Сем Вотерстон) заменио је Бена Стоуна (Мајкл Моријарти) на месту извршног помоћника окружног тужиоца. Крис Нот (Мајк Логан) напустио је главну поставу на крају ове сезоне чиме је Стивен Хил (Адам Шиф) постао једини члан изворне поставе.

## Улоге

### Главне
- Џери Орбак као Лени Бриско
- Крис Нот као Мајк Логан
- Ш. Епата Меркерсон као Анита ван Бјурен
- Сем Вотерстон као ИПОТ Џек Мекој
- Џил Хенеси као ПОТ Клер Кинкејд
- Стивен Хил као ОТ Адам Шиф

### Епизодне
- Ден Флорек као Дон Крејген (Епизода 20)
- Керолин Мекормик као др Елизабет Оливет (Епизоде 3, 6, 13, 18-20, 22)

## Епизоде
| Бр. у серији | Бр. у сезони | Назив                 | Редитељ            | Сценариста                                                                       | Пpемијерно емитовање | Пpод. код | Гледаност у САД (милиони) |
| --- | ------------ | --------------------- | ------------------ | -------------------------------------------------------------------------------- | -------------------- | --------- | ------------------------- |
| 89 | 1            | "Друго мишљење"       | Ед Шерин           | Мајкл С. Чернучин и Џереми Р. Литмен                                             | 21. септембар 1994.  | 69408     | 18.30                     |
| Смрт једне жене разоткрила је необичну методу лечења рака за коју нови извршни помоћник ОТ-а Мекој намерава да докаже да је убиство из нехата. |              |                       |                    |                                                                                  |                      |           |                           |
| 90 | 2            | "Кома"                | Џејс Александер    | Ед Зукерман                                                                      | 28. септембар 1994.  | 69406     | 19.50                     |
| Власник комеди клуба Мајкл Добсон под сумњом је да је упуцао у своју супругу Сандру која је сада у коми са метком у глави када се открило да је био насилан и да се она спремала да се разведе од њега. |              |                       |                    |                                                                                  |                      |           |                           |
| 91 | 3            | "Плави бамбус"        | Дон Скардино       | Синопис: Рене Балкер и Морган Гендел Сценарио: Рене Балкер и Хал Пауел           | 5. октобар 1994.     | 69402     | 15.50                     |
| Убиство власника јапанског ноћног клуба који је био у посети Њујорку доводи до хапшења певачице Марте Бовен која је некада радила за покојника, а чији заступник користи "синдром злостављане жене" као одбрану. Док је помагала у случају, Оливетова се сетила напаствовања које је преживела. |              |                       |                    |                                                                                  |                      |           |                           |
| 92 | 4            | "Породичне вредности" | Константин Макрис  | Рене Балкер и Вилијам Б. Фордес                                                  | 12. октобар 1994.    | 69401     | 17.70                     |
| Нестала жртва Лора Медсен, сумњиви бивши супруг Виктор Конер и породица која нешто скрива доприносе одлуци тужилаштва да ризикују своје дозволе. Након што су искључили самоубиство, Мекој и Кинкејдова су се усредсредили на ћерку нестале жене Меги - и направили огроман скок да би доказали своју далекосежну теорију. |              |                       |                    |                                                                                  |                      |           |                           |
| 93 | 5            | "Бели зец"            | Стивен Робмен      | Ед Зукерман и Морган Гендел                                                      | 19. октобар 1994.    | 69411     | 18.20                     |
| Провала отвара деценију стар случај. Друштво за трезоре нехотице открива женску политичку активисткињу-бегунку која се скрива више од 20 година. Детективи проналазе и хапсе једног од четворице који су учествовали у провали и на крају хватају бегунку Сузан Форест која је оптужена за убиство полицајца током пљачке 1971. године. |              |                       |                    |                                                                                  |                      |           |                           |
| 94 | 6            | "Способност"          | Фред Гербер        | Мајкл С. Чернучин и Марк Б. Пери                                                 | 2. новембар 1994.    | 69409     | 17.90                     |
| Када је поручница ван Бјурен била жртва покушаја пљачке двоје пубертетлија, она је запуцала и убила једног од њих, а детективи се суочавају са чињеницом да је упуцала ненаоружано дете у леђа. |              |                       |                    |                                                                                  |                      |           |                           |
| 95 | 7            | "Драгоцен"            | Константин Макрис  | Рене Балкер и И. Ч. Рапопорт                                                     | 9. новембар 1994.    | 69410     | 17.50                     |
| Када су Бриско и Логан посумњали да је нестало дете Емили Вилик можда убијено, а не отето, они откривају страшну породичну тајну. |              |                       |                    |                                                                                  |                      |           |                           |
| 96 | 8            | "Врлина"              | Марта Мичел        | Марк Б. Пери и Џереми Р. Литмен                                                  | 23. новембар 1994.   | 69412     | TBA                       |
| Мекој користи оптужбу за "крађу путем изнуде" против посланика Спенсера Талберта чија бивша сарадница тврди да је тражио секс у замену за ортаклук у заступничком предузећу. |              |                       |                    |                                                                                  |                      |           |                           |
| 97 | 9            | "Нитков"              | Марк Лоб           | Ед Зукерман и Чарлс Ч. Мен                                                       | 30. новембар 1994.   | 69415     | 18.30                     |
| Међу осумњиченима за убиство заступника су преварант који је преварио жену за породично богатство и женин некада богати син. |              |                       |                    |                                                                                  |                      |           |                           |
| 98 | 10           | "Заступник куће"      | Џејмс Квин         | Мајкл С. Чернучин и Бери М. Шолник                                               | 4. јануар 1995.      | 69413     | 16.40                     |
| Убиство извесног Дејвида Ламперта који је био поротник на суђењу мафији доводи до борбе воља између Мекоја и његовог дугогодишњег друга Марка Копела, заступника осумњиченог. |              |                       |                    |                                                                                  |                      |           |                           |
| 99 | 11           | "Старатељ"            | Кристофер Мисијано | Синопис: Рене Балкер и Вилијам Н. Фордес Сценарио: Рене Балкер и Бред Марковиц   | 11. јануар 1995.     | 69404     | 16.60                     |
| Када је тело младе наркоманке препознато као Кејти Бланчард, ћерка богате породице, Бриско и Логан покушавају да открију ко ју је оставио да умре у дворишту дневног боравка. |              |                       |                    |                                                                                  |                      |           |                           |
| 100 | 12           | "Потомство"           | Дон Скардино       | Синопис: Ед Зукерман и Морган Гендел Сценарио: Морган Гендел и Марк Б. Пери      | 25. јануар 1995.     | 69416     | 16.40                     |
| Након убиства лекарке клинике за побачај Ајлин Рид, Бриско и Логан су дошли до осумњиченог који припада радикалном про-животно настројеном покрету и њихова сумња се убрзо окреће ка вођи скупине који признаје да му је драго што је лекарка умрла. Мекој се суочава са непријатним задатком да за убиство терети угледног и харизматичног бившег свештеника као и јавну расправу о томе да ли се секуларна заједница треба мешати у духовна питања. |              |                       |                    |                                                                                  |                      |           |                           |
| 101 | 13           | "Бес"                 | Артур В. Форни     | Мајкл С. Чернучин                                                                | 1. фебруар 1995.     | 69414     | 17.10                     |
| Брокер са Вол стрита Бенџамин Грир оптужен је за убиство свог ментора Валаса Холбрука, а на суду користи одбрану "црни бес". |              |                       |                    |                                                                                  |                      |           |                           |
| 102 | 14           | "Рад"                 | Марта Мичел        | Синопис: Ед Зукерман и Џереми Р. Литмен Сценарио: Рене Балкер и Џереми Р. Литмен | 8. фебруар 1995.     | 69419     | 16.20                     |
| Бриско и Логан су кренули да препознају очигледну жртву Кори Расел у њушкарском филму, али је проналазе живу као жртву боксерског клуба у њеној престижној средњој школи. |              |                       |                    |                                                                                  |                      |           |                           |
| 103 | 15           | "Семе"                | Дон Скардино       | Мајкл С. Чернучин и Џенис Дајмонд                                                | 15. фебруар 1995.    | 69420     | 16.80                     |
| Уобичајена истрага смрти једне жене доводи Бриска и Логана до лекара за плодност Џордана Делберта кривог за неетичке поступке, али коме очигледно не могу ништа због правила поверљивости и неспремности болесница да разговарају. |              |                       |                    |                                                                                  |                      |           |                           |
| 104 | 16           | "Бити као неко"       | Луис Х. Голд       | Рене Балкер и И. Ч. Рапопорт                                                     | 15. март 1995.       | 69417     | 16.00                     |
| Убиство Била Прескота, члана одбора ексклузивне приватне школе доводи до породице сплаве крви и класистичког састава. |              |                       |                    |                                                                                  |                      |           |                           |
| 105 | 17           | "Чин божји"           | Константин Макрис  | Ед Зукерман и Волтер Даленбах                                                    | 22. март 1995.       | 69422     | 16.00                     |
| Бомба на градилишту убила је 12-годишњака, а међу осумњиченима су извођач радова у стечају и љубоморни супруг. |              |                       |                    |                                                                                  |                      |           |                           |
| 106 | 18           | "Повластица"          | Винсент Мисијано   | Џереми Р. Литмен и Сузан О’Мали                                                  | 5. април 1995.       | 69418     | 14.60                     |
| Истрага двоструког убиства Дејвида и Ајлин Лернер доводи до младог алкохоличара чија је породица некада живела у кући жртава, а који је признао својој АА скупини да је имао ноћне море о убиствима. |              |                       |                    |                                                                                  |                      |           |                           |
| 107 | 19           | "Окрутни и необични"  | Метју Пен          | Рене Балкер и Мајкл С. Чернучин                                                  | 19. април 1995.      | 69423     | 15.50                     |
| Смрт Кевина Џефриса, аутистичног младића у притвору, открива мноштво необичних и могуће противзаконитих терапија које се користе, али и родитеље који оклевају да наставе кривично гоњење. |              |                       |                    |                                                                                  |                      |           |                           |
| 108 | 20           | "Лоша вера"           | Ден Флорек         | Рене Балкер                                                                      | 26. април 1995.      | 69426     | 13.40                     |
| Логан проживљава несрећна сећања из детињства када је његов друг детектив Марино пронађен мртав. Претпоставља се да је самоубиство, али истрага открива недавни спој са бившим свештеником оцем Колинским који има повест педофилије. |              |                       |                    |                                                                                  |                      |           |                           |
| 109 | 21           | "Љубичасто срце"      | Артур В. Форни     | Морген Гендел и Вилијам Н. Фордес                                                | 3. мај 1995.         | 69421     | 14.10                     |
| Истрага убиства таксисте Данијела Џонсона открива позајмицу од лихвара, несталог водоинсталатера, кривотворени чек и жртвину супругу Дениз. |              |                       |                    |                                                                                  |                      |           |                           |
| 110 | 22           | "Промена"             | Кристофер Мисијано | Џереми Р. Литмен и Сибил Гарднер                                                 | 17. мај 1995.        | 69425     | 14.10                     |
| Међу осумњиченима за убиство психијатарке др. Лилијан Хамптон су бивши супруг жртве, болесница Меган Нелсон која пати од поремећаја вишеструке личности и њен отац Френк који омета истрагу. |              |                       |                    |                                                                                  |                      |           |                           |
| 111 | 23           | "Понос"               | Ед Шерин           | Ед Зукерман и Џин Ричс                                                           | 24. мај 1995.        | 69427     | 13.40                     |
| Убијен је народни посланик Ричард Дурбан који је педер, а траг води до Кевина Крослија, лудачко противнички настројеног политичара и жигола. |              |                       |                    |                                                                                  |                      |           |                           |

## Напомена
1. ↑  Прича из епизоде "Кома" завршена је у епизоди "Бис" у следећој сезони.